# 돌프 지글러
닉 네메스(Nick Nemeth)는 본명은니콜라스 시어도어 네메스(Nicholas Theodore Nemeth, 1980년 7월 27일 ~ )는 미국의 남자 프로레슬링선수다. 처음에는 2005년 ~ 2006년까지 WWE 링네임이 닉 네메스(Nick Nemeth)라는 커윈 화이트 붙어 다니면서 등장을 하면서 사용을 한적도 있었으나 2006년 ~ 2007년까지는 WWE 링네임이 니키(Nicky)로 사용을 한적도 있었다. 그러나 2008년 WWE 링네임은 돌프 지글러(Dolph Ziggler)라는 이름으로 활동중이며 최근 동생인 라이언 네메스도 WWE와 계약했다. 피니쉬는 브론드 앰비션(립핑 리버스 에스티오), 브론드 밤(리프팅 스파인버스터), 브론드 크로스페이스(크로스페이스), 지그 재그(점핑 리버스 불독), 슈퍼킥, 런닝 샤이닝 위자드, 슬리퍼 홀드, 화이트 킥(런닝 하이 니), 화이드 버스터(브레인버스터), 화이트 아웃(싱글 레그 보스턴 크랩), 지그 락(더블 언더훅 바디시저스), 지그 슬램(사이드 슬램) 을 주로 사용한다. 시그니처는 네임드랍퍼(레그 드롭 불독), 드롭킥, 하이 킥, 런닝 레그 래리어트를 자주 사용을 한다. 2023년 9월 21일 WWE를 떠나게 된다.

## 신체 사항
- 키: 183cm(6 ft 0 in)
- 몸무게: 104kg(229 lb)

## Professional wrestling highlights
- Finishing moves
  - Blonde Ambition (Leaping reverse STO) - 2007-2008
  - Blonde Bomb (Lifting spinebuster) - 2007-2009
  - Blonde Crossface (Crossface) - 2007-2008
  - Cross armbreaker - 2008-2010
  - Running shining wizard - 2008-2010
  - Sleeper hold - 2010-2011
  - Superkick - 2011-present
  - White Buster (Brainbuster) - 2005-2007
  - White Kick (Running high knee) - 2005-2007
  - White Out (Single leg boston crab) - 2005-2007
  - Zig Lock (Double underhook bodyscissors) - 2011-present
  - Zig Slam (Side slam) - 2010-2011
  - Zig Zag (Jumping reverse bulldog) - 2008-present
- Signature moves
  - Clothesline takedown
  - Headstand headlock
  - Jumping DDT
  - Multiple elbow drop follow jumpion elbow drop
  - Multiple kick variations
    - Drop
    - High
    - Running leg lariat

  - Multiple neckbreaker variations
    - Hangman's
    - Kneeling reverse
    - Running

  - Multiple powerslam variations
    - Jumping
    - Running
    - Snap
    - Scoop inverted

  - Namedropper (Leg drop bulldog)
  - Rolling neck sanp
  - Running crossbody follow multiple punchs
  - Shoulder jawbreaker
  - Stinger splash follow mountain punch
- Manager
  - AJ Lee
  - Big E Langston
  - Kaitlyn
  - Lana
  - Vickie Guerrero
- Wrestler manager
  - Kerwin White
- Nicknames
  - "The Best in The World"
  - "The Greatest in-Ring Performer in WWE History"
  - "The #Heel"
  - "Mr. Money in the Bank"
  - "The Natural"
  - "Perfection"
  - "The Showoff"
- Entrance themes
  - "Never Thought My Life Could Be This Good" by Jim Johnston (WWE; 2005; used as manager of Kerwin White)
  - "Bad HS Band" by Jim Johnston (WWE; 2006; used as a member of the Spirit Squad)
  - "Team Spirit" di Jim Johnston (WWE; 2006; usata come membro della Spirit Squad)
  - "Time to Shout" composed by William Kingswood (WWE; 2009)
  - "I Am Perfection" by Jim Johnston (WWE; 2009-2011)
  - "I Am Perfection (V2)" Jim Johnston (WWE; 2011-2023)
  - "Here to Show the World" by Downstait (WWE; 2021-2023)

## 수상
- FCW 플로리다 태그팀 챔피언 (2회) - 브래드 앨런 (1회), 개빈 스피어스 (1회)
- 랭크드 넘버 9 오브 더 탑 500 싱글즈 레슬링 인 더 PWI 500 인 2013
- WWE 월드 헤비웨이트 챔피언 (구 버전) (2회)
- WWE 유나이티드 챔피언 (2회)
- WWE 인터컨티넨탈 챔피언 (6회)
- WWE NXT 챔피언 (1회)
- WWE RAW 태그팀 챔피언 (2회) - 드루 매킨타이어 (1회), 로버트 루드 (1회)
- WWE 스맥다운 태그팀 챔피언 (1회) - 로버트 루드
- WWE 월드 태그팀 챔피언 (구 버전) (1회) - 조니, 케니, 미이키 언드 미치
- WWE 머니 인 더 뱅크 (2012 WWE 월드 헤비웨이트 챔피언 컨트렉트)
- WWE 유나이티드 스테이츠 챔피언 2회
- 2012 머니 인 더 뱅크 우승
- 22 세컨드 트리플 크라운 챔피언
- 슬리미 어워즈 (2회)
  - 베스트 트위터 핸들 오어 소셜 챔피언 (2014) - 힐지글러
  - 매치 오브 더 이열 (2014) 팀 시나 vs 팀 어쏘러티 액트 서바이버 시리즈
- 모스트 임프루브드 (2011)
- 모스트 언더레이티드 (2011)
- AAA 메가 챔피언 (1회)
- TNA 월드 챔피언 (1회)
- TNA 월드 태그팀 챔피언 (1회) - 라이언 네메스